# Essunga kyrka
Essunga kyrka är en kyrkobyggnad som ligger i Essunga kyrkby strax söder om samhället Essunga. Den tillhör Essunga församling i Skara stift.

## Historia
En träkyrka fanns på platsen från medeltiden och var i bruk fram till år 1760.. Åren 1761-1763 byggdes en stenkyrka som bestod av långhus med rakt kor i öster och torn i väster. Denna kyrka genomgick under 1800-talet många reparationer, och bland annat fick tornet 1830 ersättas, då det var dåligt uppfört. 

## Kyrkobyggnaden
Nuvarande stenkyrka i nyromansk stil uppfördes 1903-1905 efter ritningar av arkitekt Frans Wahlström. Kyrkan består av långhus med ett smalare femsidigt kor i öster. Norr om koret finns en vidbyggd åttasidig sakristia. I väster finns ett kyrktorn med hög tornspira. Långhuset täcks av ett sadeltak och det lägre koret av ett valmat sadeltak. Sakristian har ett tälttak. Alla tak är klädda med skifferplattor, utom torntaket som är klätt med kopparplåt. Extyeriören är välbevarad och har gjutjärnsfönster och portaler prydda med reliefer.
Vid en restaurering 1936 under ledning av Axel Forssén omdanades kyrkorummet helt. Nystilsinteriören ersattes med en avskalad klassiserande. Ett tunnvalv av masonit fick dölja den öppna takstolen och inredningen gjordes enklare. Den gamla altaruppsatsen i barock sattes åter upp i koret.

## Inventarier

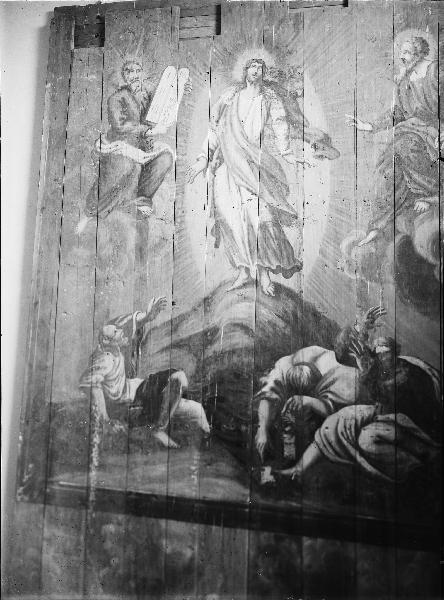
Del av Wallins takmålning.

- Altaruppsatsen är från 1674 i provinsiell barock och har en oljemålning föreställande nattvarden.
- En femsidig predikstol är sannolikt också från 1674.
- Delar av den gamla kyrkans innertak med målningar utförda 1764 av Johan Wallin förvaras i kyrktornet.

### Klockor
Av kyrkans klockor är storklockan gjuten 1463 och förvaras sedan 1915 vid Statens historiska museum. Den pryds av grova skäggiga ansikten, repstavar och ett gjutarmärke. Skriftbandet har en latinsk inskrift, som i översättning lyder: Herrens år det 1463:e (göts jag) 

## Orgel
Den mekaniska orgeln, placerad på läktaren i väster, har 26 stämmor fördelade på två manualer och pedal. Både verk och fasad är tillverkade 1984 av Walter Thür Orgelbyggen. Tidigare fanns en orgel byggd 1905 av Carl Axel Härngren som byggdes om 1936 av Th. Frobenius og Sønner Orgelbyggeri A/S.
| Huvudverk (I) (C-g3) | Svällverk (II) (C-g3) | Pedal (C-f1) | Koppel |
| -------------------- | --------------------- | ------------ | ------ |
| Principal 8'         | Borduna 16'           | Subbas 16'   | II/I   |
| Dubbelflöjt 8'       | Rörflöjt 8'           | Octava 8'    | I/P    |
| Gamba 8'             | Fugara 8'             | Gedackt 8'   | II/P   |
| Octava 4'            | Voix celeste 8'       | Octava 4'    |        |
| Spetsgedackt 4'      | Principal 4'          | Fagott 16'   |        |
| Kvinta 3'            | Traversflöjt 4'       | Zinka 4'     |        |
| Octava 2'            | Nasat 1 1/3'          |              |        |
| Mixtur 4-5 chor      | Flagflöjt 2'          |              |        |
| Trumpet 8'           | Ters 1 3/5'           |              |        |
| Tremulant            | Scharf 3 chor         |              |        |
|                      | Hautbois 8'           |              |        |
|                      | Tremulant             |              |        |
|                      | Crescendosvällare     |              |        |

## Bilder

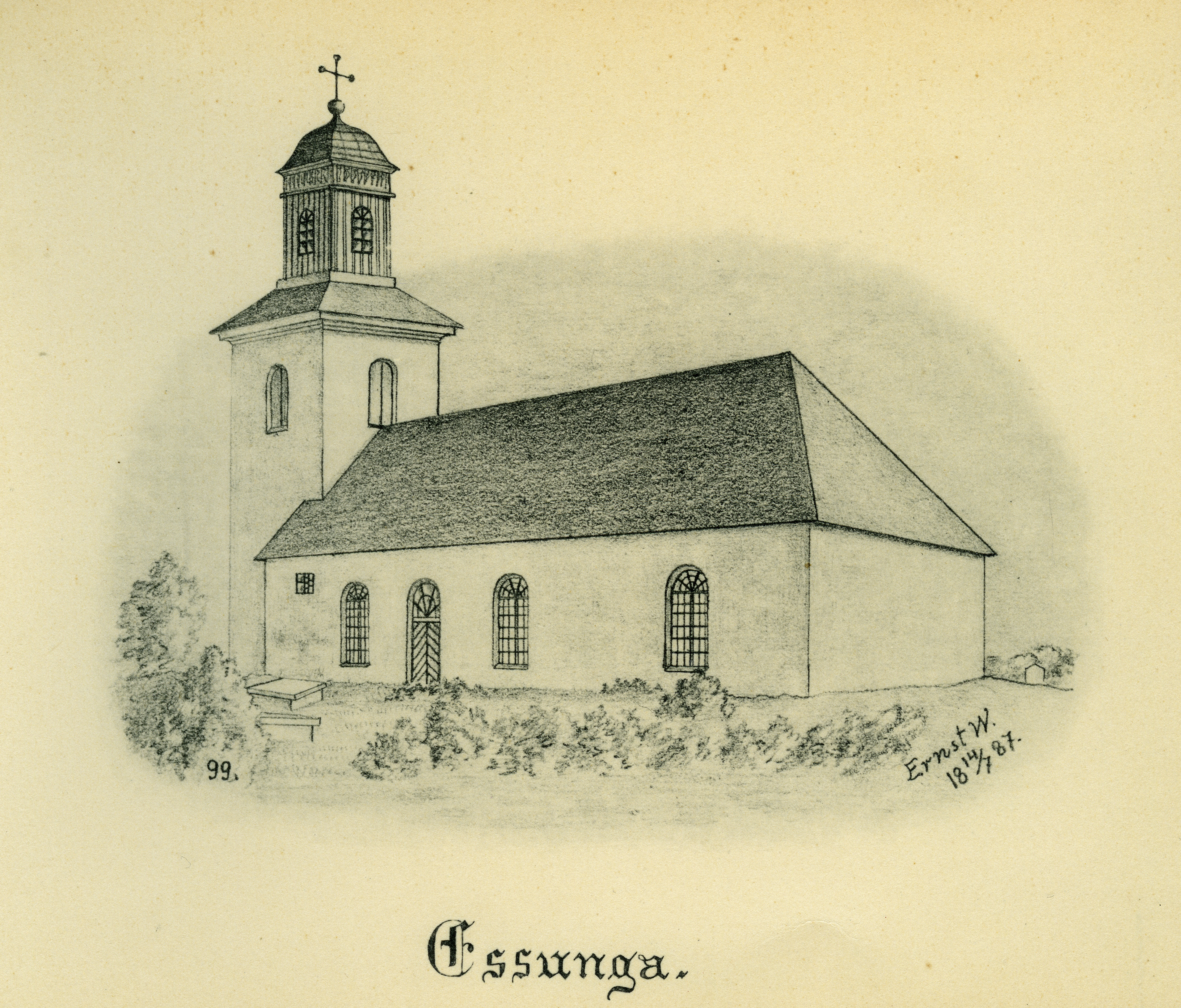
Essunga förra kyrka tecknad av E. Wennerblad 1887.
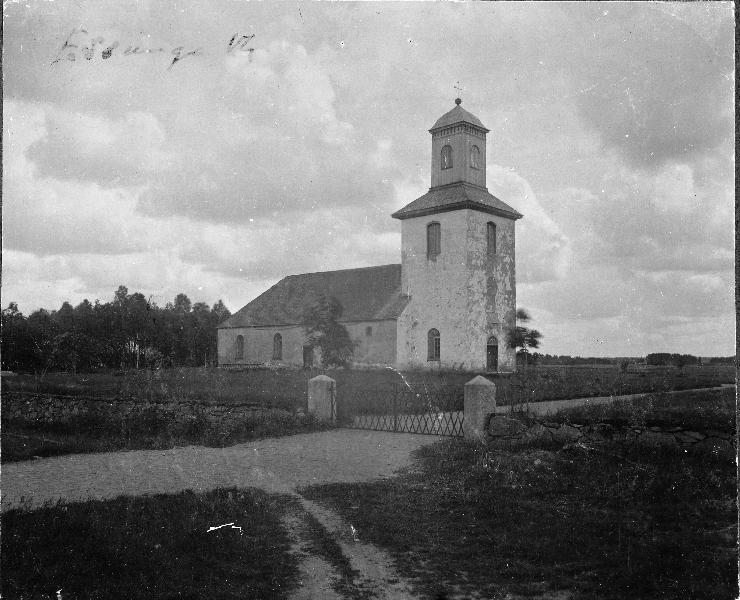
Gamla kyrkan från nordväst. Foto före 1903.
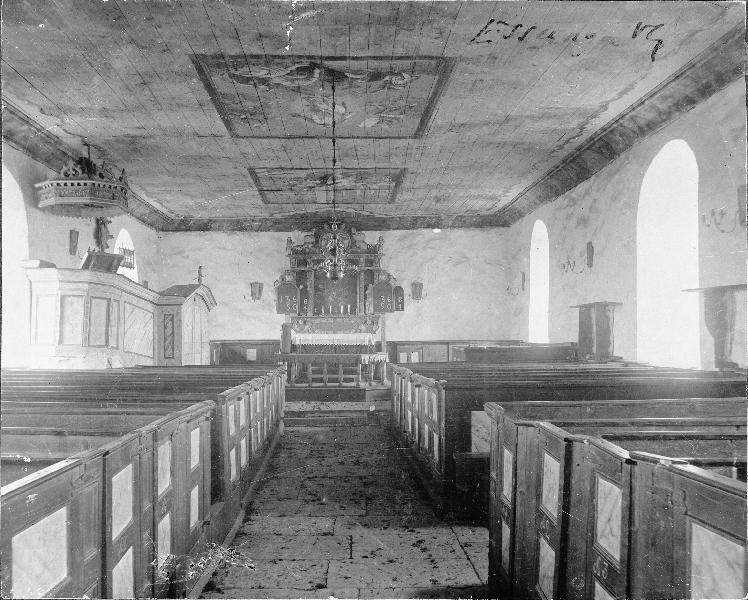
Gamla kyrkan, interiör mot öster. Fotograferad före 1903.
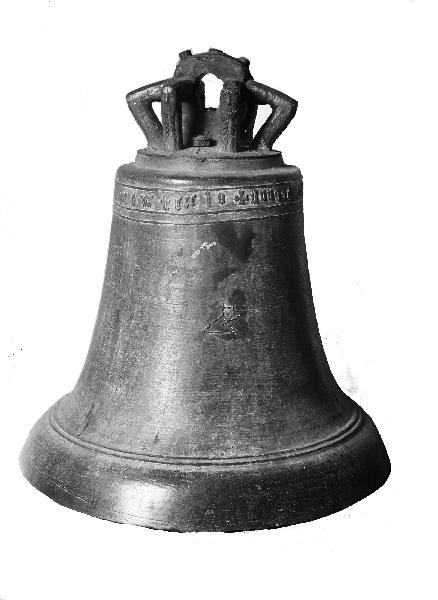
Storklockan.

## Exterena länkar
- Wikimedia Commons har media som rör Essunga kyrka.